# John Wesley Young
John Wesley Young   (Columbus, 17 de novembre de 1879 - Hanover, 17 de febrer de 1932) va ser un matemàtic nord-americà.

## Vida i Obra
El pare de Young havia sigut coronel durant la Guerra Civil i després va ser diplomàtic destinat a Alemanya, la seva mare havia nascut a França, filla d'un alemany. Young va fer els estudis secundaris a Baden-Baden (Alemanya) entre 1889 i 1895. Els estudis universitaris els va fer a la universitat d'Ohio en la qual es va graduar el 1899. Els anys següents va continuar estudis a la universitat Cornell per obtenir el doctorat el 1903.
Va ser professor de les universitats Northwestern, Chicago, Princeton, Illinois i Kansas abans de ser contractat pel Dartmouth College el 1911 i on va romandre fins a la seva mort el 1932. A Dartmouth va ser un professor molt estimat i era conegut per Cy Young.
Durant la seva estança a Princeton va conèixer Oswald Veblen amb qui va escriure dos llibres importants de geometria. El 1916 ambdós van establir els axiomes de Veblen-Young que estableixen que tota col·lecció de conjunts que les compleixin és un espai projectiu. També va publicar una vintena d'articles científics.